# Megaeupoa
Megaeupoa Lin & Li, 2020 è un genere di ragni appartenente alla famiglia Salticidae.

## Distribuzione
Le due specie sono diffuse in India e in Cina.

## Tassonomia
Non sono stati esaminati esemplari di questo genere dal 2020.
Attualmente, a gennaio 2022, si compone di 2 specie:
- Megaeupoa gravelyi (Caleb, 2018) — India
- Megaeupoa yanfengi Lin & Li, 2020[2] — Cina